# Maynor Figueroa
Maynor Alexis Figueroa Róchez (* 2. Mai 1983 in Jutiapa) ist ein ehemaliger honduranischer Fußballspieler.

## Karriere

### Verein
Maynor Figueroa begann seine Karriere in seiner Heimat beim honduranischen Erstligisten CD Victoria, bei dem er in der Liga Nacional de Fútbol de Honduras auflief. Nachdem er sich dort als Stammspieler etablieren konnte, wechselte er zum Ligakonkurrenten CD Olimpia. Während seiner Zeit beim Verein konnte er viele Erfolge feiern und gewann mehrmals die Apertura und Clausura. Zudem erreichte er mit CD Olimpia in den Jahren 2005 und 2006 das Endspiel der Copa Interclubes UNCAF, die beiden Partien wurden jeweils verloren. Im Januar 2008 verließ er den Verein und transferierte auf Leihbasis zum englischen Erstligisten Wigan Athletic, der nur wenige Tage zuvor auch seinen Mannschaftskameraden Wilson Palacios verpflichtet hatte.
Der Abwehrspieler debütierte für die Latics am 5. April 2008 in der Premier League. Beim 2:0-Sieg gegen Birmingham City lief er in der 89. Minute als Einwechselspieler für Josip Skoko aufs Feld. Rund einen Monat später am 11. Mai 2008 stand er bei der 0:2-Heimniederlage gegen Manchester United erstmals in der Stammformation und bestritt die komplette Partie. Kurz darauf lief die Leihfrist aus und Figueroa kehrte vorerst wieder in seine Heimat zu CD Olimpia zurück. Nachdem er Ende Juli 2008 die Arbeitserlaubnis erhielt und dem Visumantrag die Zustimmung erteilt wurde, unterzeichnete er erneut auf Leihbasis bei Wigan Athletic. Zudem enthielt die Vereinbarung eine Klausel zu einer dauerhaften Verpflichtung. Der Verteidiger schaffte in kurzer Zeit den Sprung in die Stammelf des Vereins und empfahl sich somit für eine feste Verpflichtung.
Am 23. Dezember 2008 wurde bekannt, dass er bei Wigan einen Vertrag für die nächsten dreieinhalb Jahre unterzeichnet hat. Seinen ersten Treffer in der höchsten englischen Spielklasse erzielte er am 11. Januar 2009 im Heimspiel gegen Tottenham Hotspur, als er in der 90. Minute den Siegtreffer für die Latics erzielte. Am 12. Dezember 2009 gelang ihm beim Auswärtsspiel gegen Stoke City ein sehenswertes Tor. Bei einem Freistoß in der eigenen Platzhälfte nahm er den Ball kurz vor der Mittellinie an und schickte ihn in hohem Bogen über den weit vor dem Tor stehenden Thomas Sørensen.

### Nationalmannschaft
Figueroa zählt seit 2003 zum Kader der honduranischen Fußballnationalmannschaft. Mit der Auswahl nahm er 2005 und 2007 am CONCACAF Gold Cup teil. Nachdem er mit Honduras im Jahr 2005 die Halbfinals erreichte, in denen die Mannschaft gegen die Vereinigten Staaten unterlag, scheiterte die Auswahl zwei Jahre später in den Viertelfinals gegen Guadeloupe, dabei war Figueroa laut Turnierbericht als „Abwehrspieler mit guten Offensivfähigkeiten“ neben Stürmer Carlos Pavón der herausragende Akteur seiner Mannschaft. 2004 war er Leistungsträger der honduranischen U-23-Auswahl im Qualifikationsturnier für die Olympischen Sommerspiele 2004, die Qualifikation für das Olympiaturnier wurde durch eine 0:2-Niederlage im Halbfinale gegen Costa Rica verpasst.
Mit der A-Nationalmannschaft gelang ihm die Qualifikation für die Endrunde der Fußball-Weltmeisterschaft 2010 in Südafrika, dies bedeutet die zweite Teilnahme des Landes an einer Weltmeisterschafts-Endrunde nach der Fußball-Weltmeisterschaft 1982.
Figueroa wurde am 11. Mai 2010 von Nationaltrainer Reinaldo Rueda in der honduranischen Kader für die Weltmeisterschaft 2010 aufgeboten.
Am 8. Mai 2014 wurde er vom Trainer Luis Fernando Suárez in den Kader der Honduranischen Fußballnationalmannschaft für die Weltmeisterschaft 2014 berufen.